# Elecciones provinciales de San Juan de 1951
Las elecciones generales de la provincia de San Juan de 1951 tuvieron lugar el domingo 11 de noviembre del mencionado año con el objetivo de renovar la totalidad de las instituciones provinciales tras la reforma constitucional argentina de 1949. Se llevaron a cabo al mismo tiempo que las elecciones presidenciales y legislativas a nivel nacional. Fueron las duodécimas elecciones provinciales sanjuaninas desde la instauración del voto secreto, y las segundas bajo sufragio universal de hombres y mujeres, siendo restaurado el voto femenino en la provincia después de su primera utilización en 1928. Se debía elegir, en fórmula única, al gobernador y al vicegobernador, así como los 34 escaños de la Legislatura Provincial.
El resultado fue una arrolladora victoria para Rinaldo Viviani, del oficialista Partido Peronista (PP) con el 78,80% de los votos, obteniendo además su partido 28 de los 34 escaños de la legislatura contra 6 de la opositora Unión Cívica Radical (UCR), que quedó segunda con el 16,74% y fue el único partido opositor en lograr representación legislativa. La participación fue del 90.33% del electorado registrado. Los cargos electos asumieron el 4 de junio de 1952.
Viviani no completó su mandato constitucional ya que fue derrocado el 20 de septiembre de 1955, durante el golpe de Estado a nivel nacional que derrocó al gobierno de Juan Domingo Perón.

## Resultados

### Gobernador y Vicegobernador
|  | 78,80 % |

|  | 16,74 % |

|  | 3,50 % |

|  | 0,95 % |

|  | 97,34 % |

|  | 2,41 % |

|  | 0,25 % |

|  | 100 % |

### Cámara de Diputados
|  | 78,40 % |

|  | 16,96 % |

|  | 3,68 % |

|  | 0,95 % |

|  | 97,31 % |

|  | 2,43 % |

|  | 0,25 % |

|  | 100 % |